# Pistolet HK P11
P11 – skonstruowany w firmie Heckler und Koch pistolet przeznaczony do użytku podwodnego.

## Historia konstrukcji
Po sformowaniu w 1959 roku pierwszych jednostek niemieckich płetwonurków bojowych (Kampfschwimmers) rozpoczęto prace nad rozwojem uzbrojenia dla tego rodzaju formacji. Początkowo płetwonurków uzbrajano w pistolety maszynowe MP2 (licencyjny Uzi), pistolety P1 i noże, jednak potrzebna była broń pozwalająca na skuteczne prowadzenie ognia pod wodą.
Początkowo prowadzone eksperymenty ze stosowaniem kusz podwodnych wykazały, że mają one co prawda dobrą celność i zasięg, ale dyskwalifikuje je niska szybkostrzelność. Dlatego w drugiej połowie lat sześćdziesiątych rozpoczęto prace nad bronią przystosowaną do strzelania pod wodą. Pierwszą taką konstrukcją był BUW-2, ale prawdopodobnie nie był on produkowany seryjnie.
Do uzbrojenia wprowadzono pistolet P11 firmy Heckler und Koch. Jego projektowanie rozpoczęto prawdopodobnie na początku lat siedemdziesiątych, a do uzbrojenia przyjęty został w 1976 roku. Była to broń pięciostrzałowa, wyposażona w elektryczny układ odpalający. W następnych latach P11 znalazł się na uzbrojeniu płetwonurków kilku innych armii, ale do dziś nie występuje w oficjalnej ofercie firmy HK. 

## Opis konstrukcji
Pistolet P11 jest bronią pięciostrzałową. Mechanizm spustowy z elektrycznym odpalaniem naboi.
Broń składa się z dwóch głównych zespołów: wiązki pięciu luf z osadzonymi wewnątrz nabojami (wyloty luf są fabrycznie zaklejone cienką folią z tworzywa sztucznego) i chwytu pistoletowego z mechanizmem spustowym i odpalającym. Chwyt ma w tylnej części gniazdo, w którym osadza się wiązkę luf. Po osadzeniu lufy blokuje się przy pomocy skrzydełka umieszczonego po lewej stronie chwytu, nad kabłąkiem spustowym. Bezpiecznik ma postać kołka przechodzącego w poprzek szkieletu nad spustem. Zarówno ładowanie zespołu luf nabojami, jak i ładowanie baterii mechanizmu odpalającego, jest możliwe wyłącznie u producenta.